# Nebbelunde Sogn
Nebbelunde Sogn var et sogn i Maribo Domprovsti (Lolland-Falsters Stift).
I 1800-tallet var Sædinge Sogn anneks til Nebbelunde Sogn. Begge sogne hørte til Fuglse Herred i Maribo Amt. Nebbelunde-Sædinge sognekommune blev ved kommunalreformen i 1970 indlemmet i Rødby Kommune, der ved strukturreformen i 2007 indgik i Lolland Kommune.
1. december 2024 blev sognet indlemmet i Rødby Sogn
I Nebbelunde Sogn ligger Nebbelunde Kirke.
I sognet findes følgende autoriserede stednavne:
- Bukkehave (bebyggelse, ejerlav)
- Dansted (ejerlav, landbrugsejendom)
- Kastø (areal)
- Lilleholm (bebyggelse)
- Nebbelunde (bebyggelse, ejerlav)
- Norre (bebyggelse, ejerlav)
- Norre Skovhuse (bebyggelse)
- Norregård (landbrugsejendom)
- Runsten (bebyggelse)
- Tofte (bebyggelse, ejerlav)